# Česká mincovna

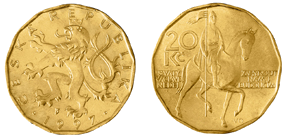
20 couronnes tchèques (korun českých).

La Česká mincovna (ou « Monnaie tchèque ») est la fabrique de monnaie nationale de la République tchèque.
La Česká mincovna s'est établie le 1er juillet 1993 comme une société indépendante. Depuis 2005, elle fait partie du JABLONEX GROUP a.s.